# Francesc Ferrer Ferret
Francesc Ferrer Ferret   (Vilanova i la Geltrú, 22 d'octubre de 1847 - 15 de gener de 1920) fou un escriptor i periodista català.

## Biografia
Fill de Gregori Ferrer i Soler i d'Àngela Ferret i Martí, família benestant gràcies als negocis realitzats a l'Havana, Francesc i el seu germà Gregori van heretar una fortuna considerable. Francesc es dedicà als negocis durant una temporada a l'Havana i cap al 1875 tornà a Vilanova. El 1879, juntament amb altres homes de la ciutat adquiriren la fàbrica de la Rambla, que actuà sota el nom de Soler, Ferrer y Cía. L'any 1884, al núm. 8 de la Rambla es feu construir una casa, on abans es trobava el Café del Jardín, una de les més representatives de l'anomenada arquitectura d'indians.
Ferrer fou secretari de la comissió organitzadora de l'Exposició Regional de 1882, conseller del Banc de Vilanova (1881 - 1992), membre de la Junta de la Biblioteca Museu Víctor Balaguer (1882-1903), vicepresident de la mateixa el 1903 i 1910, i president fins a l'any 1916 quan dimití. Impulsà el Pantà del Foix, i col·labora també regularment amb el diari de Vilanova amb articles de temàtica variada. Tanmateix, també forma part de l'Ajuntament, essent part del grup de tendència liberal. Fou regidor i tinent d'alcalde el 1902 i 1903.